# Paris (film, 1926)
Pour les articles homonymes, voir Paris (film).
Pour plus de détails, voir Fiche technique et Distribution.
Paris est un film américain de Edmund Goulding sorti en 1926.

## Fiche technique
- Titre original : Paris
- Réalisation : Edmund Goulding
- Scénario : Edmund Goulding
- Intertitres : Joseph Farnham
- Société de production : MGM
- Image : John Arnold
- Montage : Arthur Johns
- Direction artistique : Erté

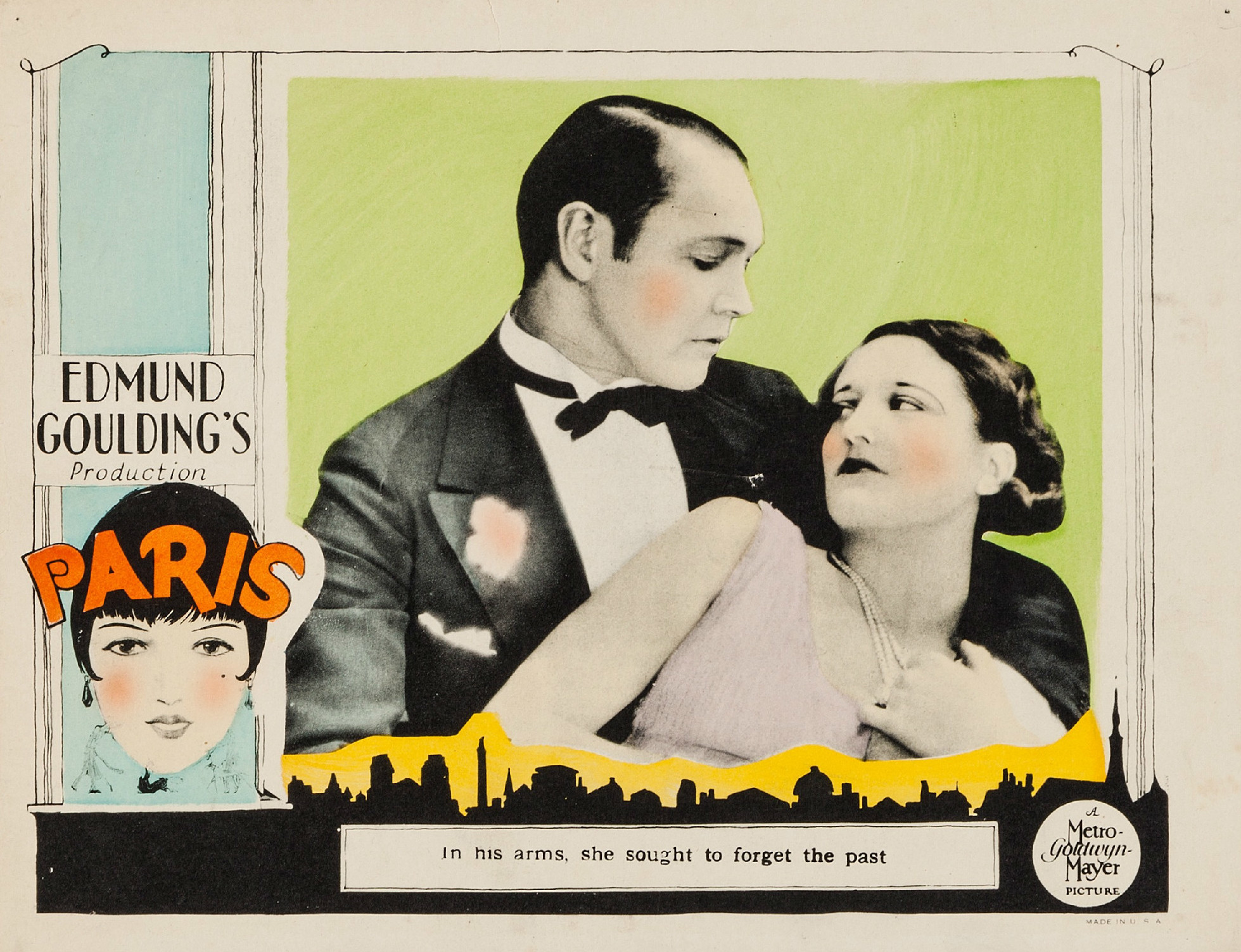
Carte promotionnelle du film.

- Décorateur de plateau : Cedric Gibbons et Merrill Pye
- Costumes : André-ani, Kathleen Kay, Maude Marsh et Erté
- Pays de production : États-Unis
- Genre : Drame
- Durée : 67 min
- Format : Noir et blanc - film muet
- Date de sortie :
  - États-Unis : 24 mai 1926

## Distribution
- Charles Ray : Jerry
- Joan Crawford : La fille
- Douglas Gilmore : Le chat
- Michael Visaroff : Rocco
- Rose Dione : Marcelle
- Jean Galeron : Le pianiste
- Louis Mercier (non crédité) : un gigolo